# Ahaus
Ahaus (prononcé en allemand : [ˈaːhaʊs] ) est une ville allemande située en Rhénanie-du-Nord-Westphalie, dans l'arrondissement de Borken.

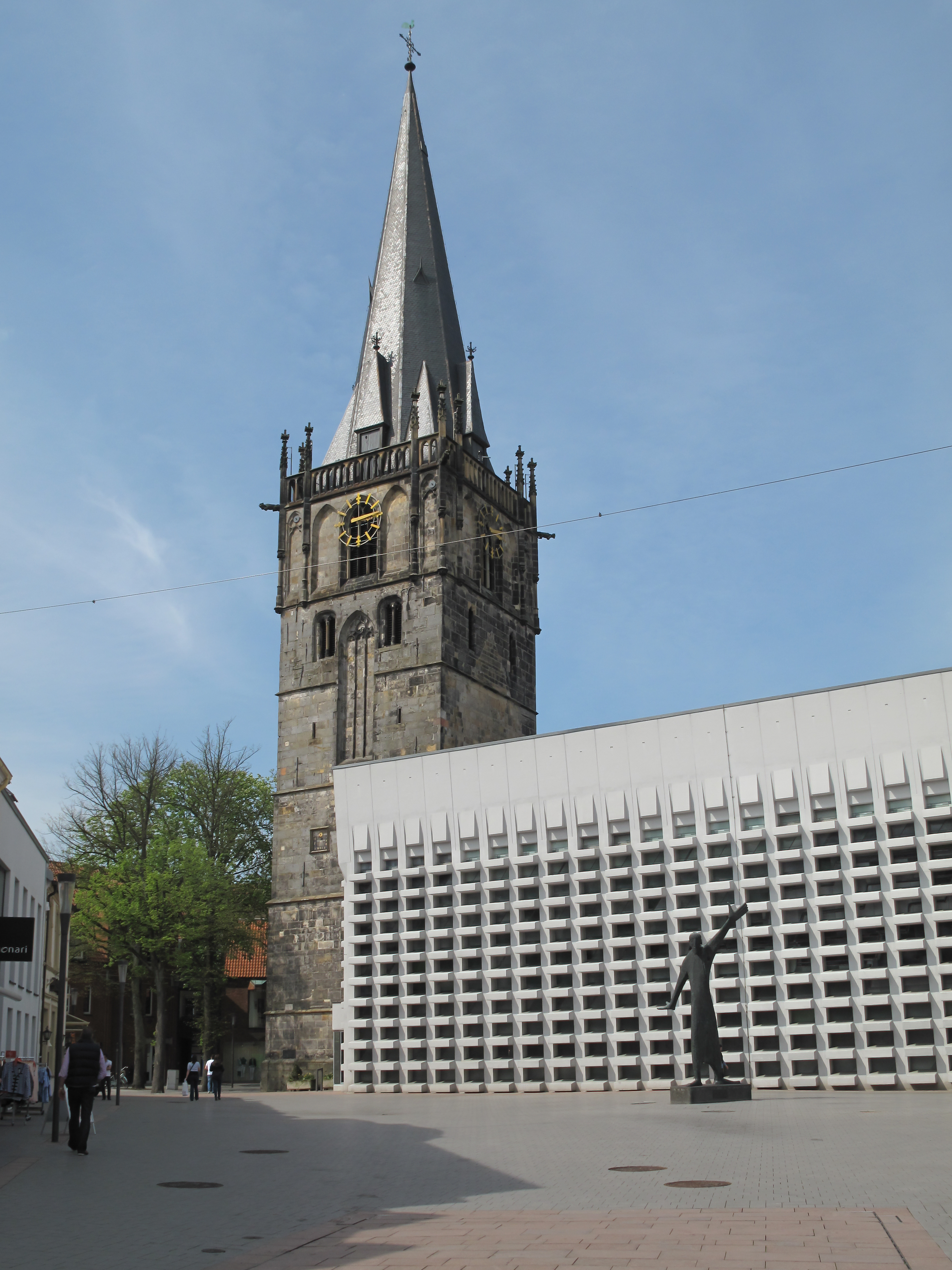
Église: die Sankt Mariä Himmelfahrtkirche

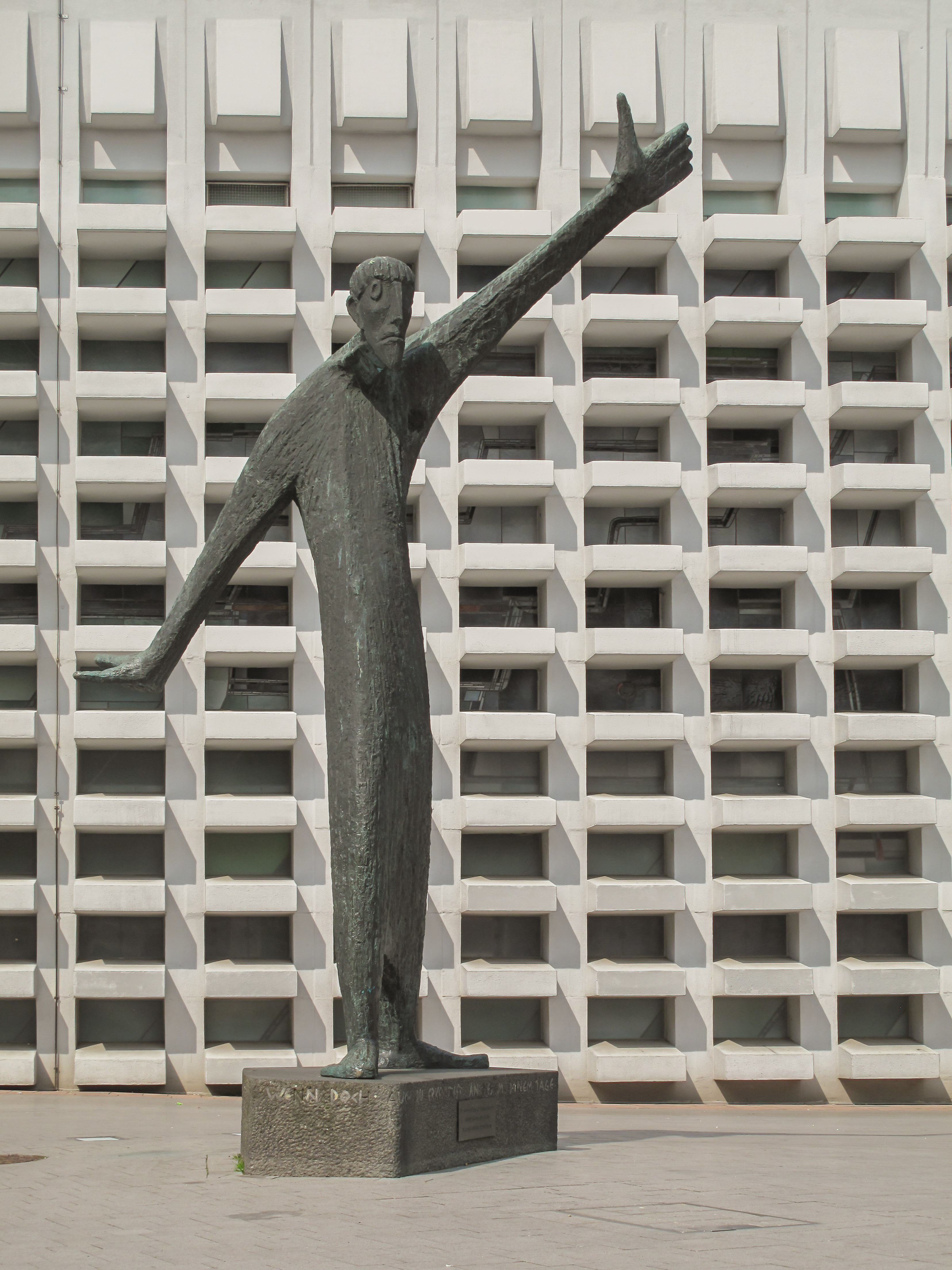
Statue devant l'église

## Géographie

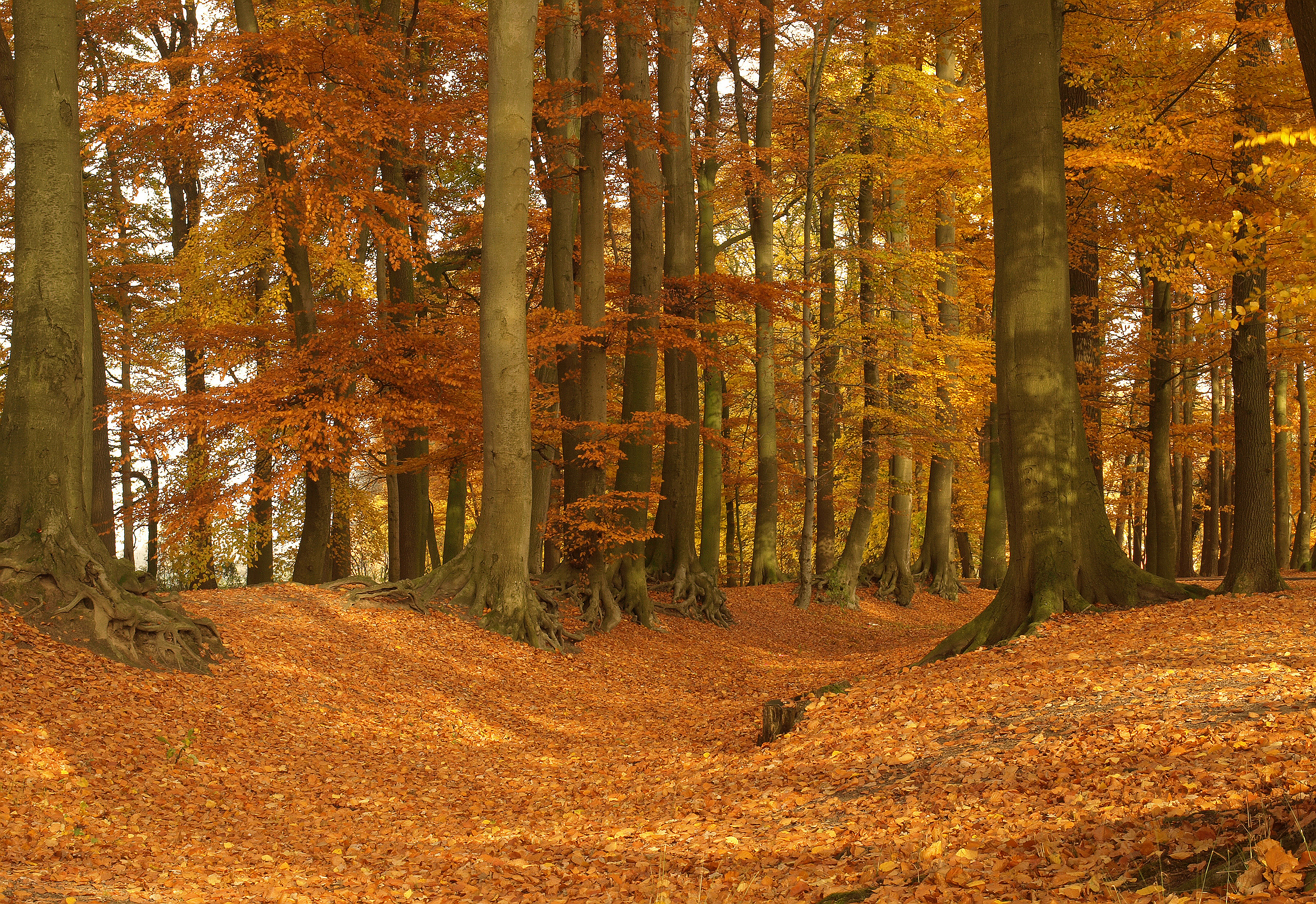
Un bois dans le Karnickelberg à Ahaus. Novembre 2012.

Ahaus est situé au nord-ouest du land de Rhénanie-du-Nord-Westphalie, à la frontière avec les Pays-Bas à 40 kilomètres au Nord-Ouest de Münster. L'Ahauser Aa y prend sa source.
Son édifice le plus célèbre est le château des princes de Salm-Kirburg.

### Localités
La ville est organisée en localités (nombres d'habitants au 31 décembre 2012).
| Localité   | Population |
| ---------- | ---------- |
| Ahaus      | 18 251     |
| Alstätte   | 4 969      |
| Graes      | 1 662      |
| Ottenstein | 3 831      |
| Wessum     | 4 734      |
| Wüllen     | 5 560      |
| total      | 39 007     |

## Histoire
| Appartenances historiques Principauté épiscopale de Münster 1180-1802 Principauté de Salm 1802-1811 Empire français (Lippe) 1811-1814 Royaume de Prusse (Province de Westphalie) 1815-1918 République de Weimar 1918-1933 Reich allemand 1933-1945 Allemagne occupée 1945-1949 Allemagne 1949-présent |

## Personnalités liées à la ville
- Verena & Nadine, duo de chanteuse de schlager